# Liceum Ogólnokształcące im. Marii Curie-Skłodowskiej w Makowie Mazowieckim
Liceum Ogólnokształcące Nr 1 im. Marii Curie-Skłodowskiej w Makowie Mazowieckim – placówka edukacyjna działająca od 1 października 1946 r.

## Historia

### Lata 40. i 50. XX w.
W 1945 r. powstał Społeczny Komitet Budowy Gimnazjum Koedukacyjnego w Makowie Mazowieckim. Działania komitetu zaowocowały otwarciem Państwowego Gimnazjum i Liceum Koedukacyjnego w Makowie Mazowieckim przy obecnej ul. Warszawskiej. Pierwszym dyrektorem został Aleksy Chmielewski. 
Jesienią 1947 roku szkołę odwiedzili ówczesny premier Edward Osóbka-Morawski w towarzystwie Ryszarda Kaczorowskiego (ostatniego Prezydenta RP na Uchodźstwie). Przekazali oni placówce 500 000 zł na wyposażenie w niezbędne pomoce naukowe. 
6 maja 1950 r. Rada Pedagogiczna dopuściła pierwszych uczniów liceum do egzaminu dojrzałości. Z 22 absolwentów zdało go 21. Rozdanie świadectw ukończenia szkoły odbyło się 23 czerwca tegoż roku. Jako pierwsza w historii szkoły otrzymała je Jadwiga Cesarek (z domu Archacka).

### Reorganizacja i stworzenie obecnego budynku
W roku 1957 nastąpiła największa w historii reorganizacja szkoły: wyodrębniono z niej Szkołę Podstawową Nr 1 (mieści się przy ulicy Sportowej 6) i obecne Liceum. 
12 stycznia 1958 r. powołano Komitet Budowy Szkoły Państwowej Liceum Ogólnokształcącego. W grudniu 1959 r. zatwierdził on projekt wzniesienia nowego budynku placówki na sumę 7 200 000 zł. 19 marca 1960 wmurowano kamień węgielny na placu przy ulicy Kopernika (niegdyś numer 6, obecnie 2). W powstałym obiekcie placówka mieści się od roku szkolnego 1963/1964 do dziś.  

### Nadanie patronatu

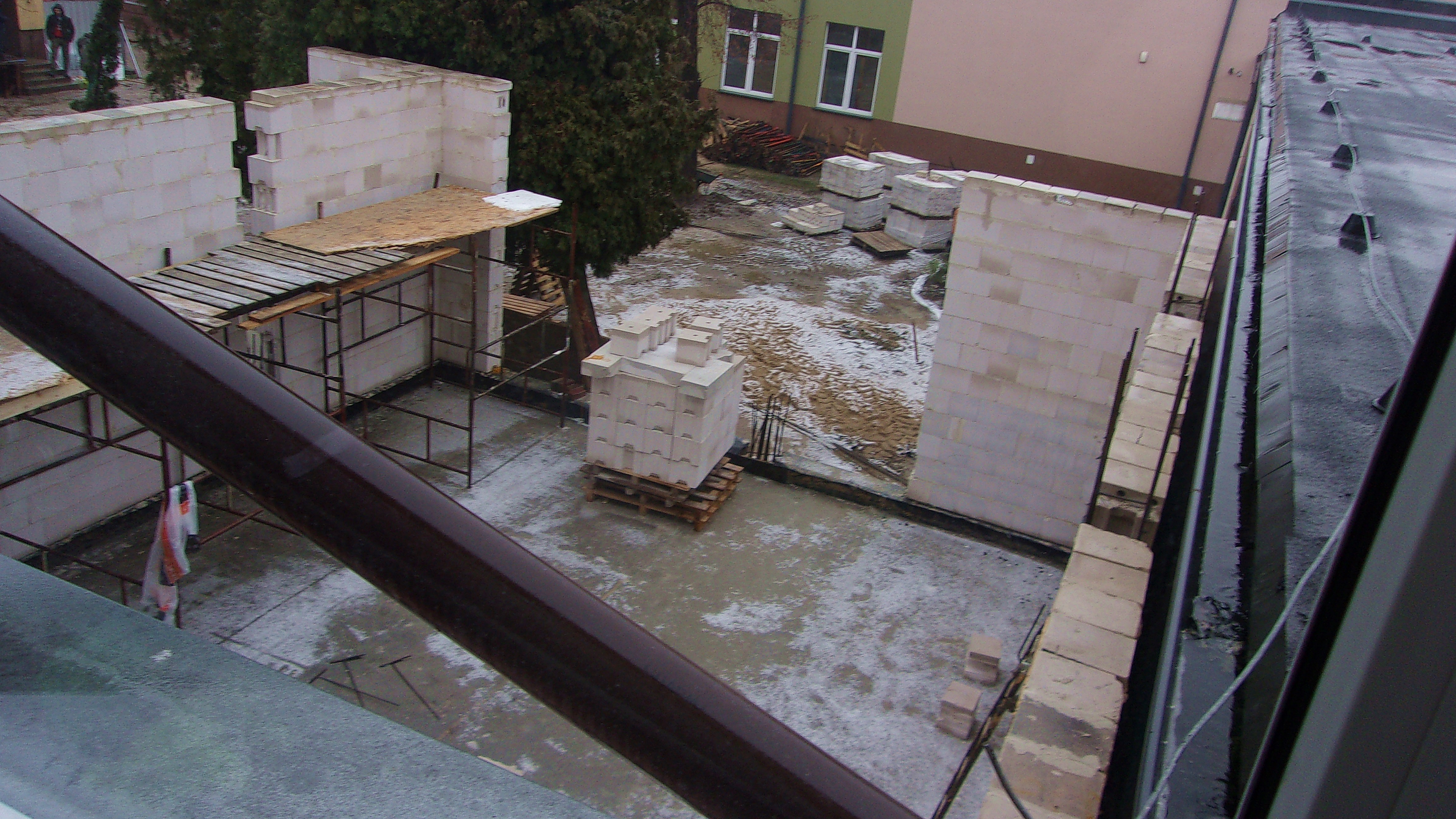
rozbudowa szkoły, widok z 1. piętra –7 grudnia 2018 r.

1 września 1963 r. nadano liceum patronat Marii Curie-Skłodowskiej. Ostatniego dnia roku szkolnego 1966/67 liceum został wręczony sztandar szkoły, ufundowany przez Komitet Rodzicielski Liceum.  

### Historia najnowsza
W 1989 r. w szkole powstała pierwsza pracownia komputerowa.  
30 września 2014 r. uroczyście otwarto Powiatową Halę Sportową w Makowie Mazowieckim, połączoną korytarzem z liceum. Jest to hala o najwyższych standardach w powiecie makowskim. Posiada zaplecze socjalno-sanitarne oraz widownią na 300 miejsc. 

### Remont i rozbudowa szkoły

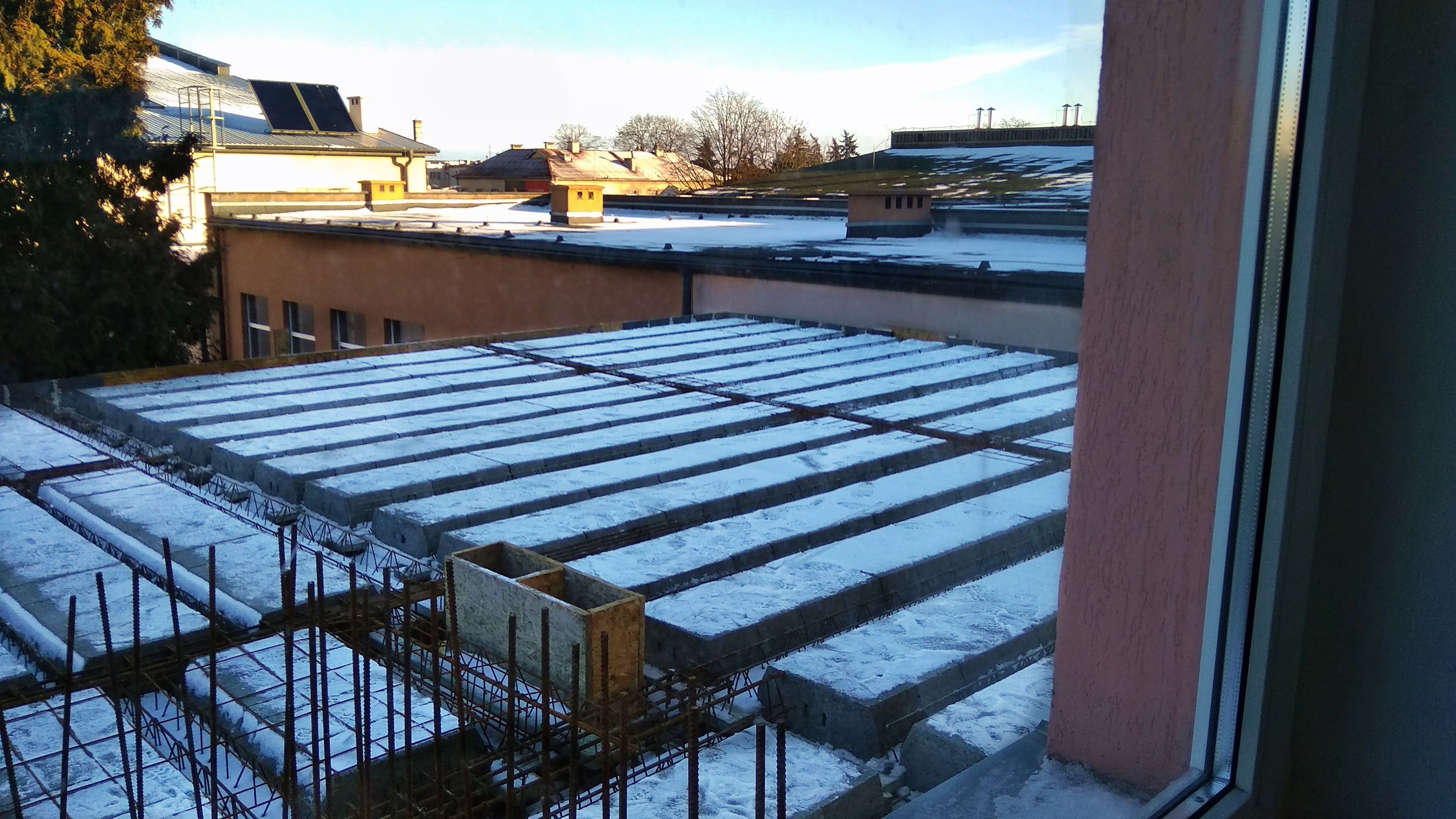
rozbudowa szkoły, widok z 1.piętra – 3 stycznia 2019 r.

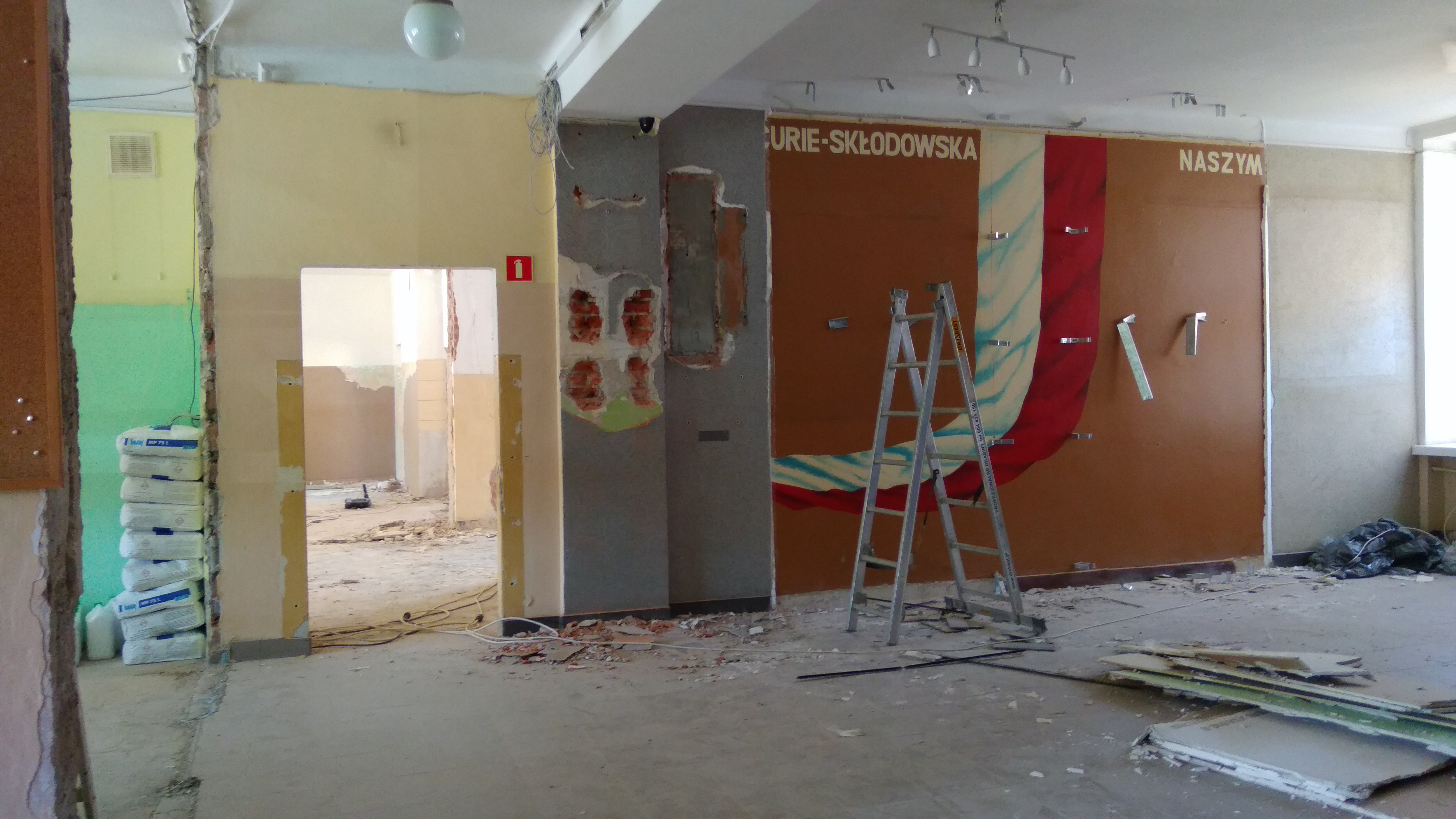
korytarz wejściowy podczas przebudowy – 5 maja 2019 r.

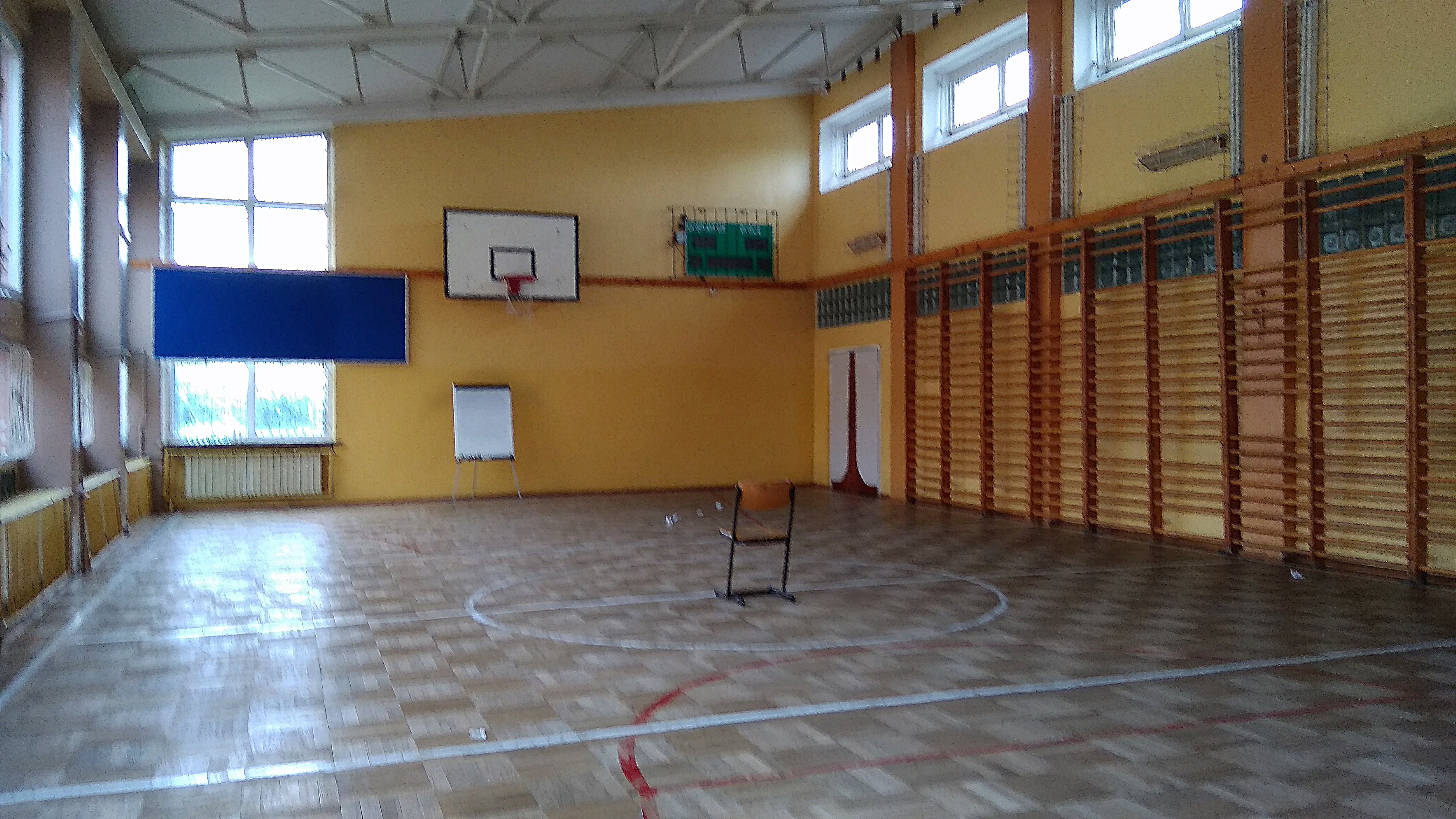
stara sala gimnastyczna (po oddaniu hali nieużywana) – 21 maja 2019 r.

Od początku 2017 r. ówcześni burmistrz miasta Makowa Mazowieckiego, starosta Starostwa Powiatowego oraz dyrektor szkoły podejmowali starania by placówka przeszła gruntowny remont. Według wewnętrznych ustaleń miał rozpocząć się on w październiku 2017 r., jednak do tego czasu nie udało się zgromadzić wystarczającej sumy pieniędzy na jego przeprowadzenie. Rozpoczęcie prac przesunięto na kolejny rok.  
21 sierpnia 2018 r. przetarg na rozbudowę szkoły o nowy pokój nauczycielski, sekretariat, gabinet dyrektorski i bibliotekę a na ich dotychczasowym miejscu stworzenie nieistniejącej dotąd szatni oraz montaż windy wygrała spółka Usługi Remontowo-Budowlane Jarosław Grzankowski.   
Gruntowy remont przeszedł obiekt – zawarta umowa zakładała również wymianę wszystkich drzwi, wewnętrznych instalacji, szafek uczniowskich oraz generalny remont korytarzy, sal i łazienek. Całkowity koszt inwestycji to 2 476 514,71 zł.    
Prace rozpoczęły się w październiku 2018 r. i miały trwać do końca sierpnia 2019 r. Mimo coraz większego zaawansowania remontu budynek do końca czerwca pełnił swoją funkcję. 1 września 2019 r. na hali sportowej planowo odbył się początek roku szkolnego. Wówczas nowa dyrekcja poinformowała, iż nie udało się ukończyć tych prac na czas. Zgodnie z prawem oświatowym początek działań placówki został odroczony o dwa tygodnie. 13 września nastąpił odbiór techniczny budowy, od 16 września szkoła funkcjonuje w normalnym trybie.   

## Dyrektorzy
Poniższa tabela przedstawiono kolejno osoby, które pełniły funkcję dyrektora Gimnazjum a następnie Liceum: 
| imię i nazwisko             | dyrektor od      | dyrektor do      |
| --------------------------- | ---------------- | ---------------- |
| Aleksy Chmielewski          | 1 listopada 1946 | 6 lutego 1947    |
| Włodzimierz Rydzewski       | 6 lutego 1947    | 31 sierpnia 1951 |
| Jan Bukowski                | 1 września 1951  | listopada 1954   |
| Władysław Dobrzycki         | listopada 1954   | 31 sierpnia 1956 |
| Izabela Bukowska            | 1 września 1956  | 31 sierpnia 1962 |
| Jan Jasiński                | 1 września 1962  | 31 sierpnia 1964 |
| Jan Czaplejewicz            | 1 września 1964  | lutego 1965      |
| Jan Chodkowski              | lutego 1965      | 31 sierpnia 1965 |
| Kazimierz Sławiński         | 1 września 1965  | 31 sierpnia 1966 |
| Alfons Hryszkiewicz         | 1 września 1966  | 31 sierpnia 1970 |
| Anna Kordek                 | 30 września 1970 | 31 sierpnia 1974 |
| Kazimierz Marhlewski        | 1 września 1974  | 28 lutego 1975   |
| Wiktor Gromada              | 1 marca 1975     | 31 sierpnia 1980 |
| Tadeusz Krzyżewski          | 1 września 1980  | 31 sierpnia 1984 |
| Antoni Krzysztof Wachol     | 1 września 1984  | 31 sierpnia 2004 |
| Teresa Jolanta Włoczkowska  | 1 września 2004  | 28 lutego 2005   |
| Robert Andrzej Kluczek      | 1 marca 2005     | 31 sierpnia 2019 |
| (p.o.) Urszula Nienałtowska | 31 sierpnia 2019 | styczeń 2020     |
| Nina Brzezińska             | styczeń 2020     | –                |

31 sierpnia 2019 dobiegła końca kolejna kadencja dyrektorska. Po 14 latach pełnienia funkcji Robert Kluczek zdecydował się nie kandydować ponownie. Jest zatem drugą osobą o najdłuższym stażu w dyrektorowaniu placówką. W pierwszych dniach roku szkolnego 2019/20 pozostawał wicedyrektorem placówki, po nim funkcję objęła polonistka Elżbieta Modzelewska. Obecnie pełni ją Radosław Filek.  
W związku z końcem kadencji Organ prowadzący Liceum – Rada powiatu makowskiego – przeprowadziła konkurs na stanowisko dyrektora. Zakończył się wyborem Niny Brzezińskiej – nauczycielki języka angielskiego. Funkcję objęła w styczniu 2020 r., wcześniej (jako p.o. dyrektora) pełniła ją dotychczasowa wicedyrektor Urszula Nienałtowska.